# Hippolyte acuta
Hippolyte acuta är en kräftdjursart som först beskrevs av William Stimpson 1860.  Hippolyte acuta ingår i släktet Hippolyte och familjen Hippolytidae. Inga underarter finns listade i Catalogue of Life.